# Буди (Дубенський район)
Бу́ди — село в Україні, у Повчанській сільській громаді Дубенського району Рівненської області. Населення становить 46 осіб. До 2017 орган місцевого самоврядування — Повчанська сільська рада.

## Сучасна історія
Село залишається одним із найбільш важкодоступних у південній частині Рівненської області. Тут немає автобусного сполучення, відсутні дороги з твердим покриттям. Жителі села залежно від конкретної потреби дістаються до Козина, Вовковий чи Повчі. Адміністративно село відносилось в різні історичні часи до Демидівського, Козинського, Дубенського та Млинівського районів.
У 2015 році розпочалась реформа децентралзації, яка вплинула і на село Буди. Початково в планах було приєднання до Млинівської об'єднаної територіальної громади. Однак через утворення Бокіймівської ОТГ довелось змінювати плани - вирішено створити ОТГ спільно Миколаївською та Повчанською сільськими радами.
Питання поганого автомобільного сполучення піднімалось регіональним телебаченням.
7 (20) листопада 1917 року, відповідно до Третього Універсалу Української Центральної Ради, увійшло до складу Української Народної Республіки.
12 червня 2020 року, відповідно до розпорядження Кабінету Міністрів України № 722-р від «Про визначення адміністративних центрів та затвердження територій територіальних громад Рівненської області», увійшло до складу Повчанської сільської громади.
19 липня 2020 року, в результаті адміністративно-територіальної реформи та ліквідації Млинівського району, село увійшло до складу Дубенського району.